# 越後交通
越後交通株式会社（えちごこうつう、英: Echigokotsu Co.,Ltd.）は、新潟県長岡市に本社を置くバス会社。運行エリアは長岡市およびその隣接市町村となっている。
昭和35(1960)年10月1日に「長岡鉄道」「中越自動車」「栃尾電鉄」の三社合併に生まれ、初代社長に田中勇が就任した。3社のルーツの中で最古は長岡鉄道株式会社における1914年に鉄道会社として開業した「中貫鉄道」株式会社の設立である。バス事業は1928年の「中越自動車」開業を期に始まったが、1959年〜1966年にかけて東京急行電鉄（現・東急）傘下に入っていた名残から、現在も東急バスと同等の銀地に赤いラインの塗色が採用されている。

## 社紋
社紋は越後交通発足時の社員公募により、中越自動車の社員の案が採用され制定されたものである。自動車のハンドルを模した外円から内円に繋がる3本のラインは三社合併による設立を表し、中央の「工」は鉄道のレールであるとともに越後交通の頭文字（エ）を兼ねている。また、両翼は交通事業における安定感、スピード感と会社の発展を象徴している。
この社紋はグループ会社にも準用されている。

越後交通の社紋
南越後観光バスの社紋

## 沿革
- 1914年（大正3年）
  - 3月3日：中貫鉄道株式会社の設立と開業。
  - 8月7日：中貫鉄道株式会社は長岡鉄道株式会社に商号変更。
- 1915年（大正4年）
  - 2月14日：栃尾鉄道株式会社の設立と開業。
  - 10月7日：長岡鉄道株式会社が大河津 - 寺泊間で鉄道路線「長岡鉄道」の運行開始。
- 1928年（昭和3年）11月1日：中越自動車株式会社の設立と開業。
- 1943年（昭和18年）8月10日：中越自動車が、戦時統合により新潟県中越地区のバス会社を統合。
- 1950年（昭和25年）10月：長岡鉄道(鉄道路線)の沿線自治体から路線の存続と電化を実現させるため、要請を受けた田中角栄が長岡鉄道株式会社の社長に就任[5]。
- 1959年（昭和34年）5月29日：中越自動車が東京急行電鉄（現：東急バス）の傘下に入る。

### 3社合併による越後交通設立
- 1960年（昭和35年）10月1日：長岡鉄道株式会社が中越自動車株式会社ならびに栃尾鉄道株式会社を合併し、商号を越後交通株式会社に変更する(初代社長田中勇[3])[4][6]。
- 1962年（昭和37年）)田中勇が越後交通社長を辞任(1966年には、東急と越後交通の資本関係が解消し、越後交通の役員も辞任)
- 同年8月：長鉄砂利（現：長鐵工業）を分社する。
- 1966年（昭和41年）2月4日：東急グループを離脱する。
- 1968年（昭和43年）3月24日：事業多角化の一環でスーパーマーケット事業に進出。1号店「マミーストア長岡駅東口店」開店。
- 1969年（昭和44年）9月1日：不動産事業に進出。
- 1975年（昭和50年）3月31日：鉄道線の旅客営業を廃止。
- 1978年（昭和53年）9月22日：長岡 - 新潟線開業（新潟交通と共同運行）。高速バスに参入。
- 1980年（昭和55年）4月1日：越後交通鉄工所を分社。
- 1982年（昭和57年）10月14日：越後交通工業を分社。
- 1983年（昭和58年）：越後交通最初のトリコロール塗装貸切車（ネオプラン製2階建てバス）導入
- 1985年（昭和60年）
  - 10月16日：越後北観光バスを分社。
  - 12月10日：高速バス新潟 - 東京（池袋）線開業（新潟交通・西武バスと共同運行）。
- 1986年（昭和61年）5月：本社を長岡市蓮潟町（現：千秋三丁目）にて新築した千秋が原ビルへ移転。
- 1987年（昭和62年）12月4日：南越後観光バスを分社。
- 1988年（昭和63年）9月14日：越後交通整備を分社。
- 1995年（平成7年）3月31日：鉄道事業を廃止。
- 1998年（平成10年）1月29日：越後交通県央観光を分社。
- 2007年（平成19年）7月17日：本社を長岡駅東口のE・PLAZAへ移転。
- 2008年（平成20年）
  - 3月31日：北長岡営業所を廃止。所属車は他営業所へ転属。
  - 4月1日：三条営業所を再設。（県央観光の吸収合併に伴う受け皿として新設）
  - 4月24日：高速バス長岡・柏崎 - 京都・大阪線開業（南海バスとの共同運行）。
  - 6月1日：高速バス県内線の運賃改定を実施。
  - 7月1日：越後交通県央観光を吸収合併、三条営業所に路線を移管。
  - 12月22日：高速バスを除くすべての路線で運賃改定を実施。
- 2009年（平成21年）3月26日：高速バス長岡・柏崎 - 京都・大阪線を三条営業所まで延伸。
- 2010年（平成22年）1月：本社機能のうち管理部門を、長岡市千秋の千秋が原ビルへ再移転。
- 2012年（平成24年）5月14日：越後交通ビルに残存していた本社機能を、千秋が原ビルへ移転。
- 2014年（平成26年）4月1日：消費税の改定に伴い、高速バスを含めたすべての路線で運賃改定を実施。
- 2015年（平成27年）10月：越後交通物産を吸収合併。
- 2016年（平成28年）3月31日：西長岡案内所を廃止。案内所前の停留所名を「西長岡」に変更。
- 2017年（平成29年）10月1日：北越後観光バスと合併する。存続会社は越後交通。運行路線をすべて継承する。
- 2018年（平成30年）9月30日：高速バス新潟 - 十日町線をアイケー・アライアンスに移管。
- 2022年（令和4年）6月：伊比久がグループ社長に就任。前社長の田中直紀は代表権のある会長となり、妻の田中眞紀子会長は代表権のある相談役となった[7]。
- 2023年（令和5年）4月10日：長岡駅前案内所を廃止。

## 営業所
グループ各社の営業所・車庫は一部を除き、行先上は「車庫」とされるケースが多い（例：小千谷車庫など）。

### 車庫
- 本社営業所
- 東長岡営業所（悠久山公園）
- 小千谷営業所（小千谷車庫）
- 十日町営業所（十日町車庫 ※南越後観光バスと共用）

- 栃尾営業所（栃尾車庫）
- 柏崎営業所
- 三条営業所
  - 寺泊バスセンター

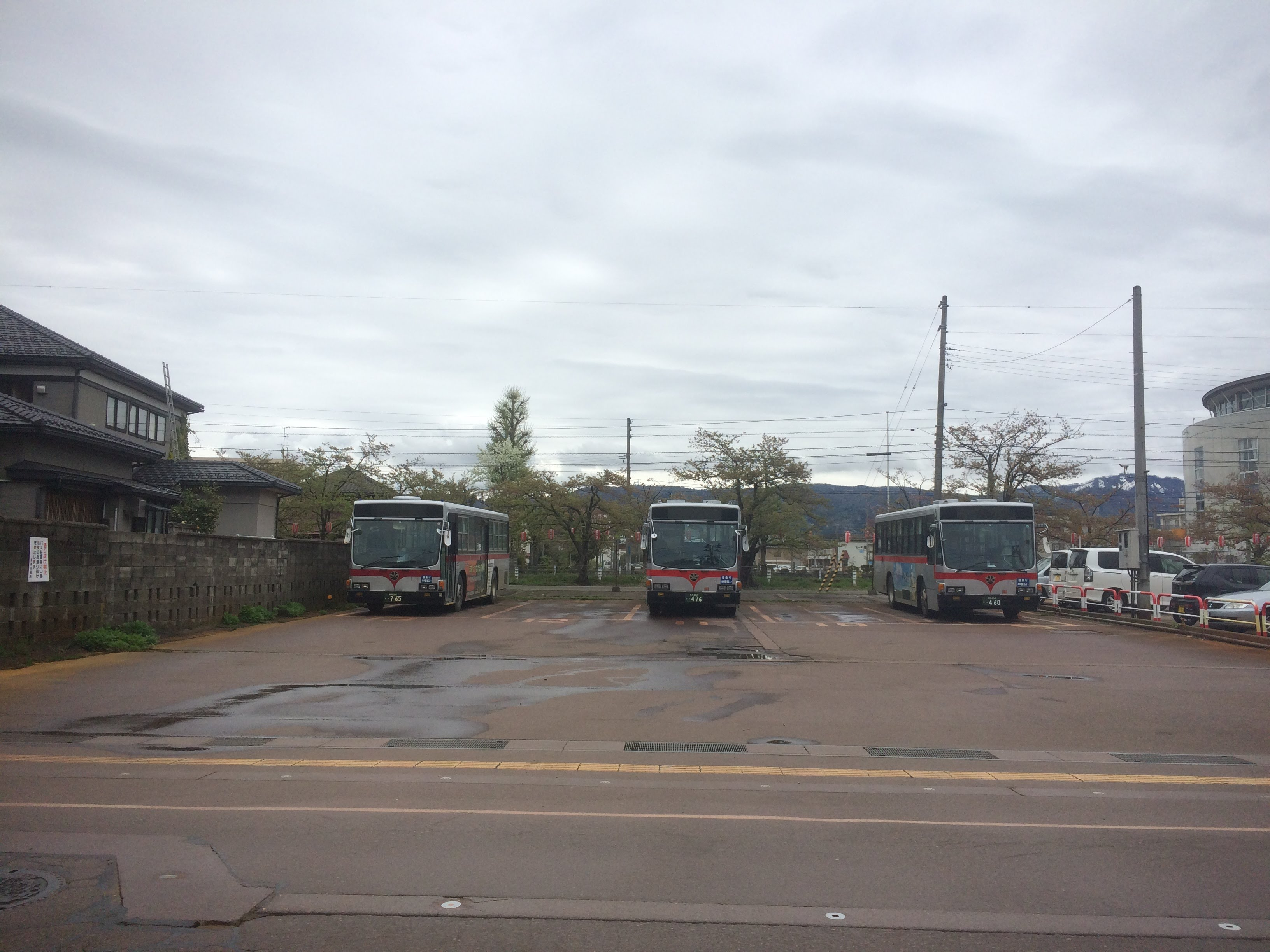
長岡駅東口駐車場

（このほかに長岡駅東口にも単独の駐車場がある）

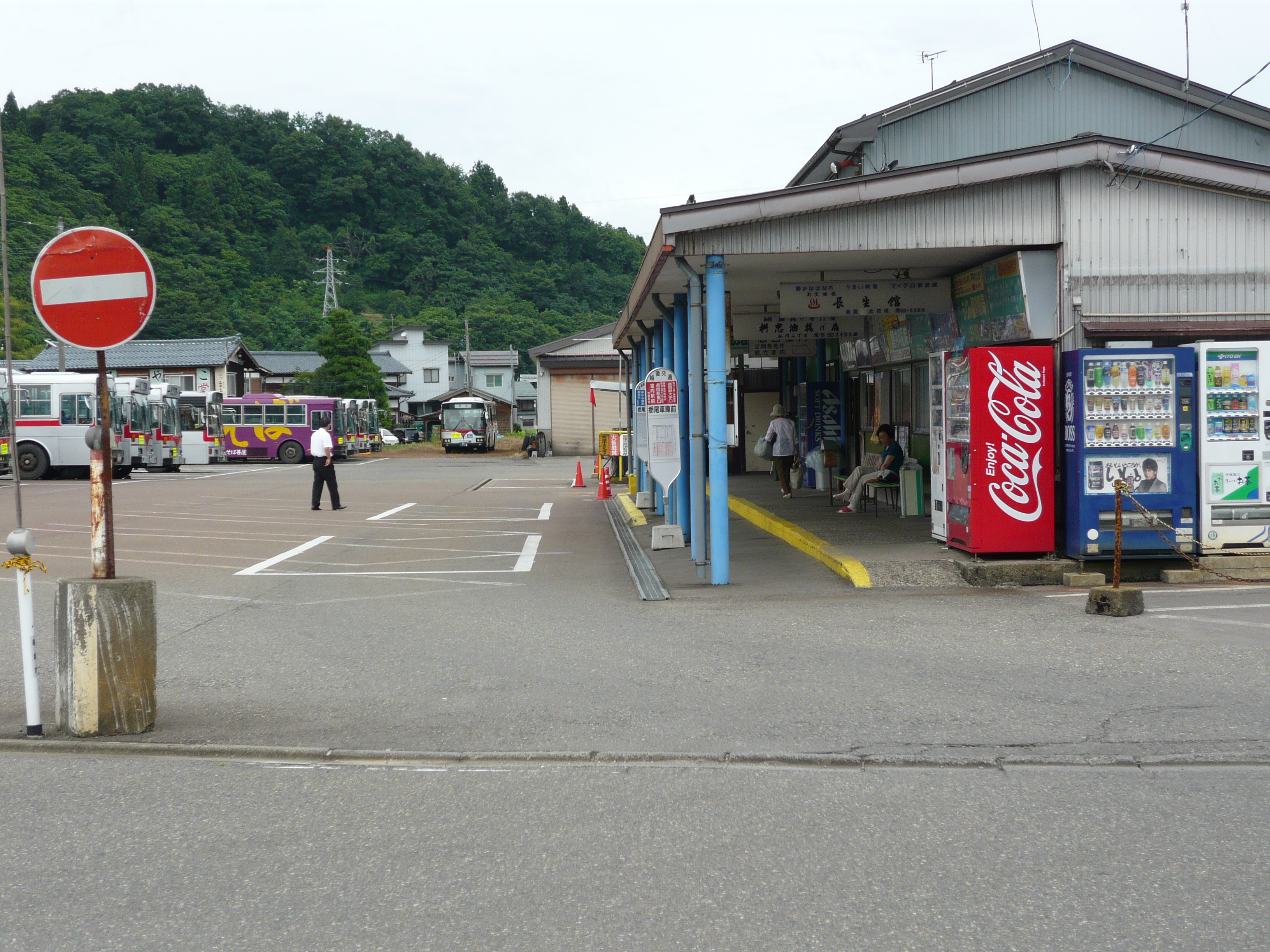
栃尾車庫

三条営業所所属の車両のみ新潟ナンバー登録。寺泊バスセンターを含め、その他の営業所の車両は長岡ナンバー登録。

### 南越後観光バス
- 本社（六日町）営業所
- 小出営業所
- 津南営業所（大割野車庫）
- 湯沢車庫

（乗り入れの関係で越後交通十日町車庫を共用している）

## かつて存在した系列会社

### 北越後観光バス
- 本社（柏崎）営業所（越後交通柏崎営業所構内）
- 長岡営業所（越後交通栃尾営業所構内、2008年4月に越後交通北長岡営業所構内より移転）
- 小千谷営業所（越後交通小千谷営業所構内）

他に十日町・岡野町・出雲崎・見附に案内所・車庫を持った。
北越後観光バスは2017年10月1日付で越後交通に吸収合併され消滅した。

### 越後交通県央観光
- 本社（三条）
- 寺泊車庫

越後交通県央観光は1998年1月29日に越後交通から分社化され、越後交通（旧）三条営業所が管轄していた県央地域の乗合バス事業を引き継いだ。ただし、長岡駅 - 中之島 - 今町 - 東三条駅線は引き続き越後交通が運行を担当していた。
2008年7月1日付けをもって越後交通に再併合された。同時期に北長岡営業所が廃止された事に伴い、再設置された越後交通の三条営業所に全ての路線を移管した。

## バスロケーションシステム
バスの位置情報をインターネット上で配信する独自システム「Bus-Visionながおかバスi」が長岡市内を走るすべての路線の車両に導入されている。
正式名称は「長岡市総合交通案内システム」で、導入に当たっては長岡市の都市整備部 交通政策課が所有するGPS装置をバスの各車両に取り付けることで運用されている。
運行情報や車両位置については、「バスのドアが閉まったタイミング」もしくは「次停留所の案内放送（レゾナント・システムズ製）が車内で流されるタイミング」でリアルタイムに更新している。
（詳細はバスロケーションシステムと公式ホームページを参）

## 運賃の決済方法
多くの路線では整理券方式による現金もしくは回数券での支払いが基本的な決済方法で、このほかに各種定期券の発行を営業所や窓口で行っている。

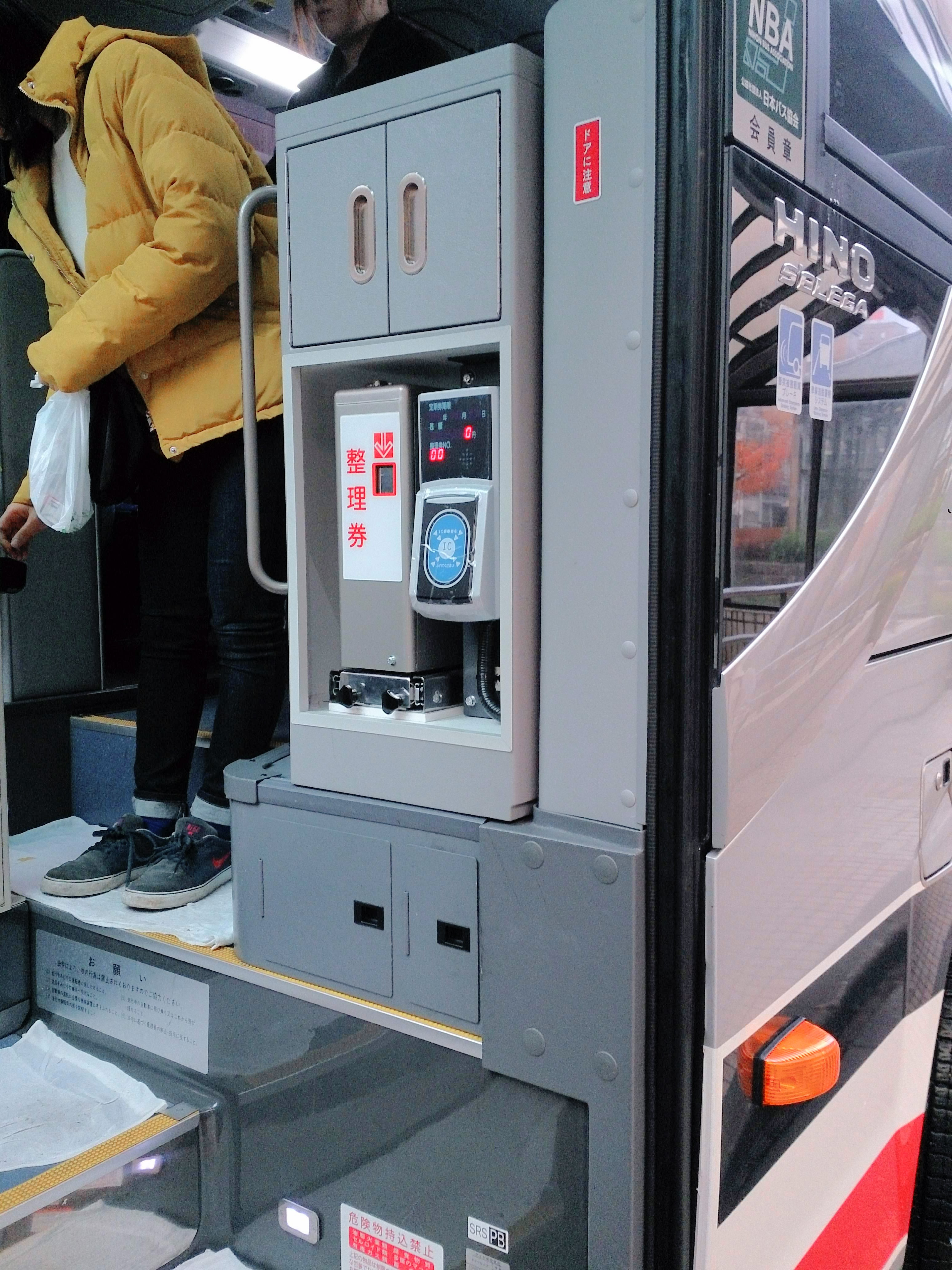
ICカード導入初日の高速路線車両（2018年12月）

高速バス長岡 - 新潟線、直江津・高田 - 新潟線、柏崎 - 新潟線では、現金の他にSuicaなどの交通系ICカードが使用できる。
このほかにゴールド免許を土曜・日曜・祝日及び夏季と年末年始の特定日に提示すると50円引きになるサービスを特定路線で実施している。
また、高速路線以外の在来線においても2021年3月20日からは越後交通と「長岡市地域交通協議会」が主体となって中央環状線｢くるりん号」において交通系ICカードの運用が実証実験として導入されている。
（協力事業者はICカードを先行導入している新潟交通株式会社）

## バスの特徴

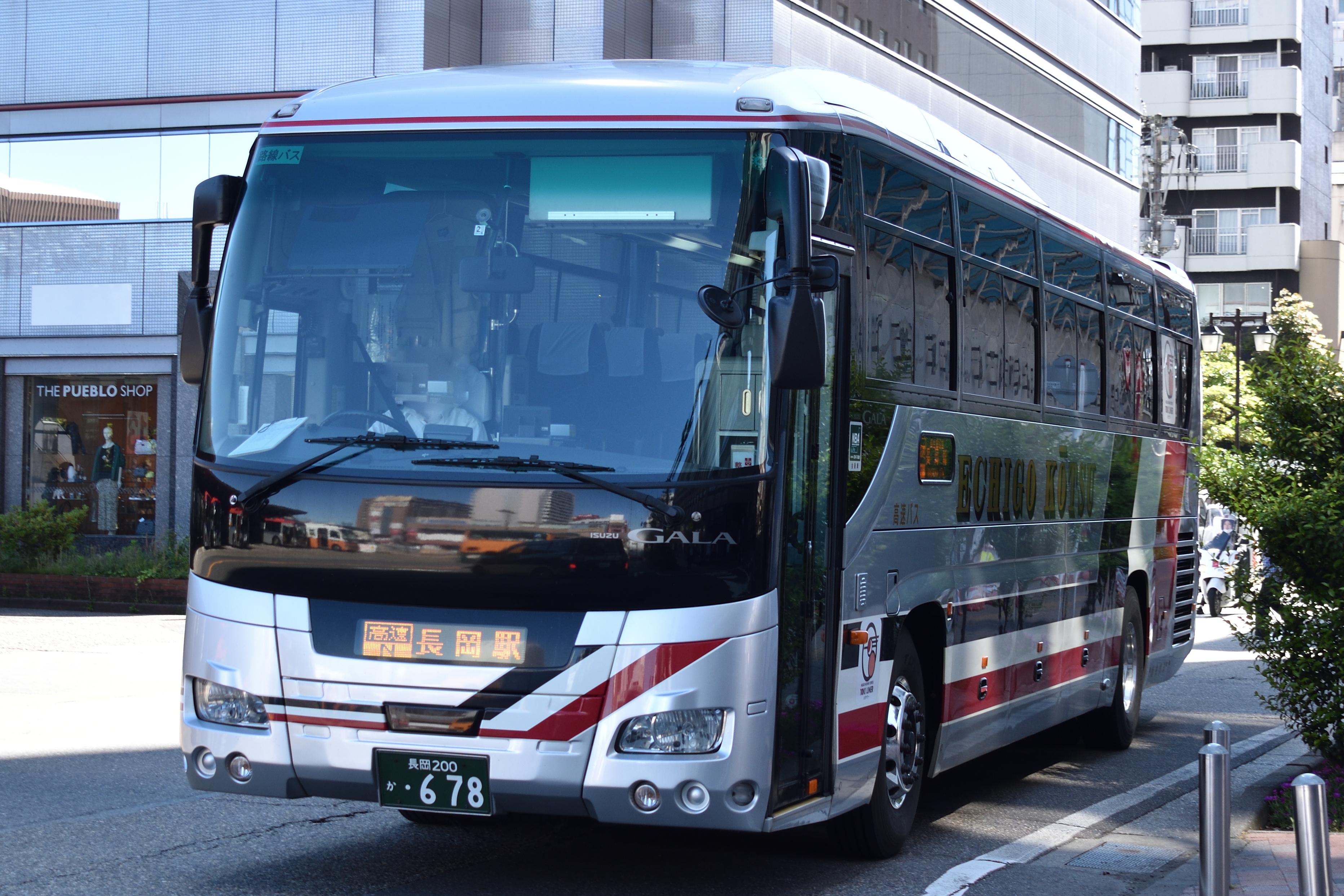
ときライナー（県内高速）用車両

### カラーリング（塗色）
- 路線バスはシルバー色に赤色のラインが入ったものである。これはかつて東急グループ傘下だったかつての中越バスの塗色を踏襲している。
  - 越後交通の路線車のカラーリングは東急バスの塗装と瓜二つであることから、東急バスの中古車を社名表記のみ変えた状態で走らせていることが、南越後観光バスや北越後観光バスから継承された車両を中心に少なからずある。
  - 1997年からは長岡の中央循環（くるりん号）や柏崎市内循環（かざぐるま号）など専用塗色を施した車両や全面広告バスも登場している。
- また、かつて貸切車両で使用していた旧塗色が地域子会社の一部車両（貸切車両・路線車両とも）に残存しており、白地に車体横のウインドウ下に薄紺の4本ラインを施している。側面後方には「越後交通」と社名表記（所属によりイタリックの「南越後観光」などとなる）を記し、窓上部に「ECHIGO KOTSU」の表記が入っている（ローマ字表記のない車両もある）。一部の沿線住民やバスファンは、このデザインがたばこのハイライトのパッケージに似ていることから「ハイライトカラー」などと呼ばれ親しまれている。
- 現在の貸切用車両および三条・長岡・柏崎 - 京都・大阪線以外の高速路線用車両は、シルバーメタリック地に濃紺・白・赤の3本線が入り、車体横部には「ECHIGO KOTSU」と社名表記を金色のローマ字で記している。
- 2023年3月より中央環状線「くるりん」に中国ALFAバス社製の EVバス 2台を導入している。カラーリングは白とグリーンに植物の枝葉を描いた自然環境への優しさを意識したものとなっている。
- 長岡・柏崎 - 京都・大阪線開設時に新車で購入した車両（日野・セレガ）は上記の塗色とは異なったデザインを採用した。車体には紺をベースとして車体後部に黄色のラインが入り、側面中央には白の活字体で「越後交通」の文字を大きく記している。
  - なお、同路線を開設するまで独立3列シート車を所有していなかったことから、南海バスより予備・続行便用車両（三菱ふそう・エアロクイーン）を1台譲り受け、こちらは南海バス・サザンクロス号の塗色[注釈 2]のまま、社名表記のみ変更して使用していたが、2011年5月頃に上記の貸切・高速用デザインに塗り替えを行った（廃車のため現存せず）。

### ナンバープレート
- ごく一部の車両には図柄入りナンバープレートが採用されている。
  - 三条営業所所属車両はトキと萬代橋の図柄が入った新潟ナンバーを採用[注釈 3]。
  - 三条営業所以外の所属車両は長岡花火の図柄が入った長岡ナンバーを採用。

## ギャラリー

### 案内所

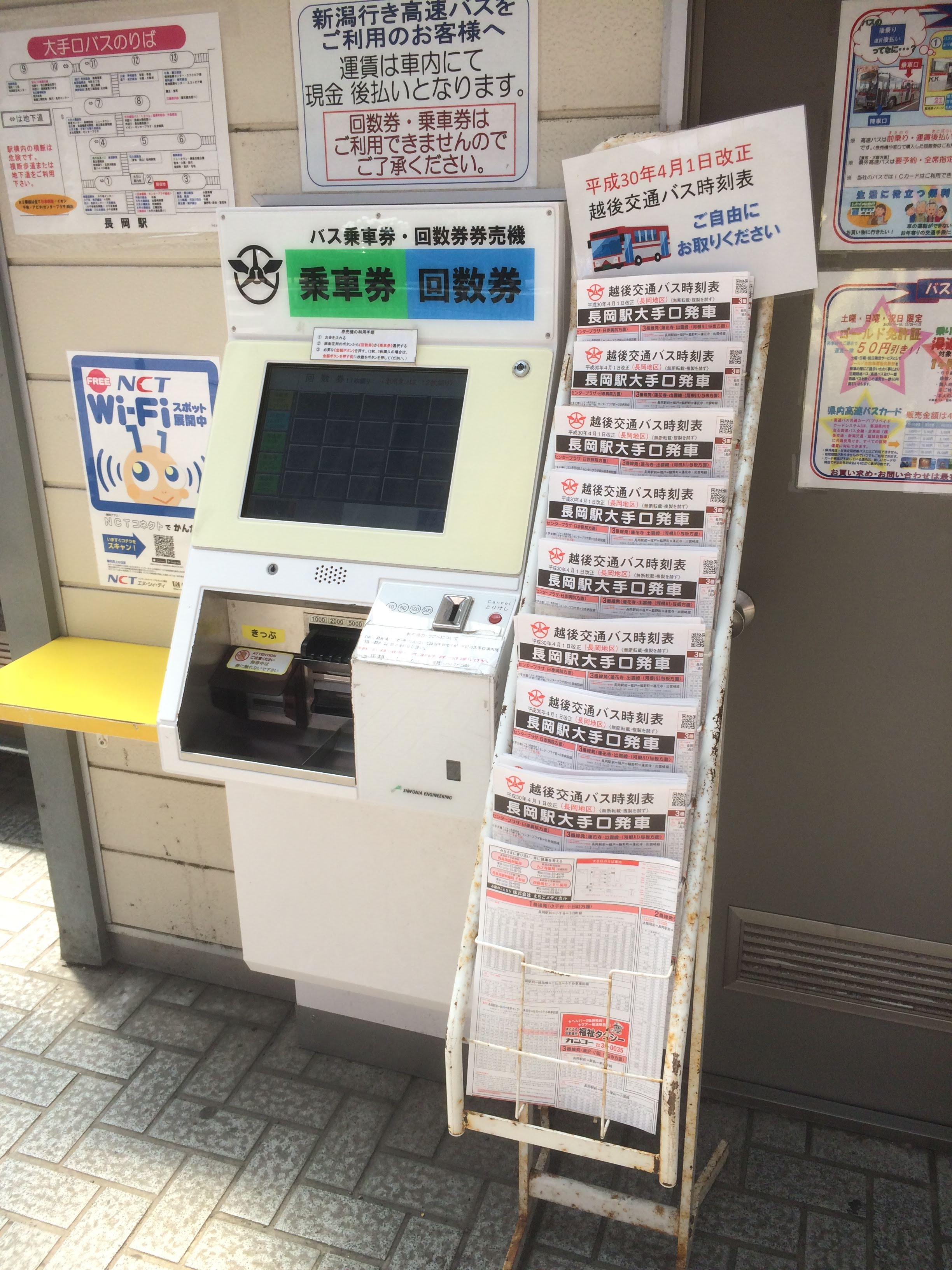
長岡駅の大手口・東口に設置されている回数券の自動券売機（画像は大手口のもの）
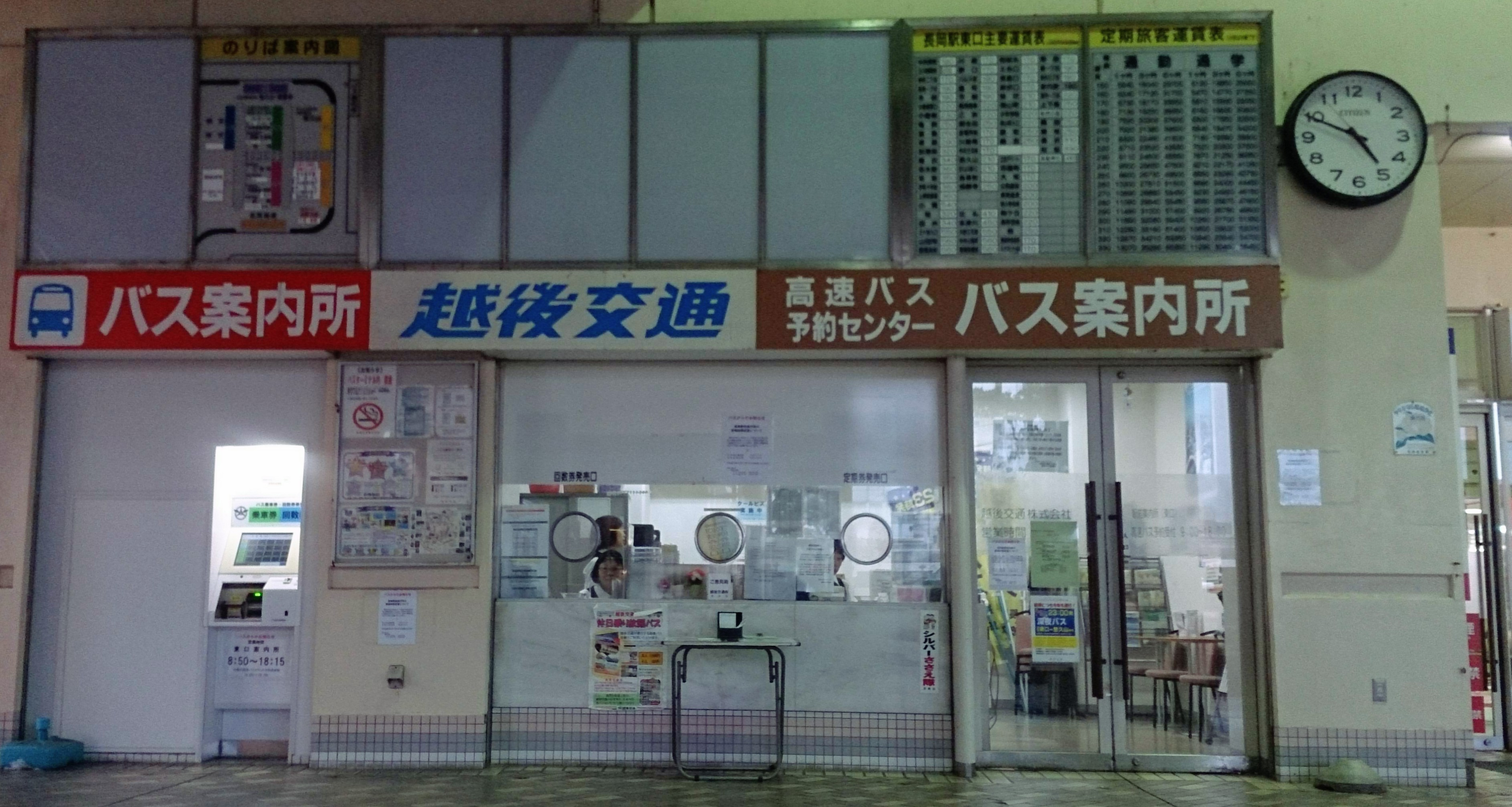
長岡駅東口案内所

### 装備

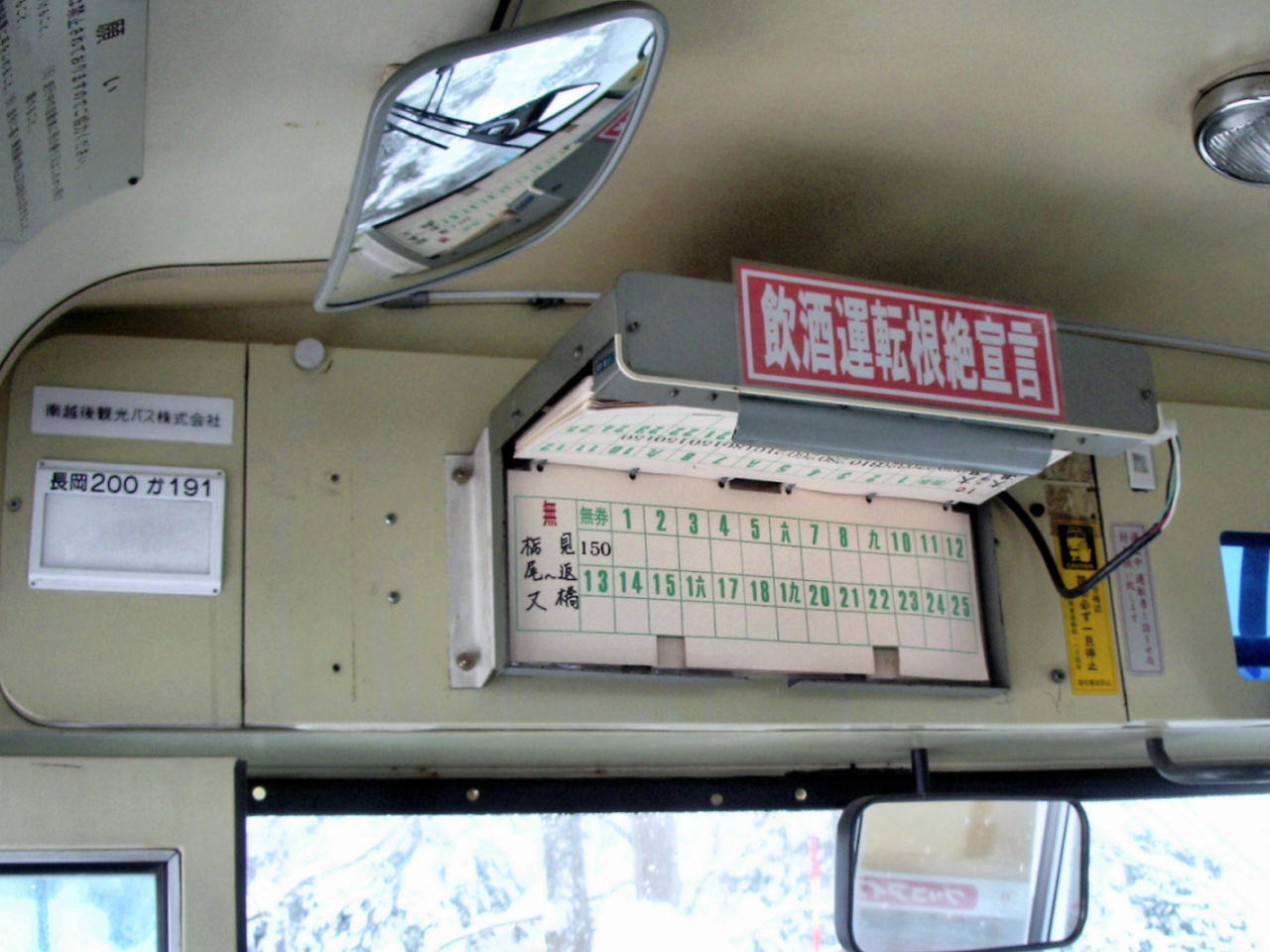
紙式の運賃表
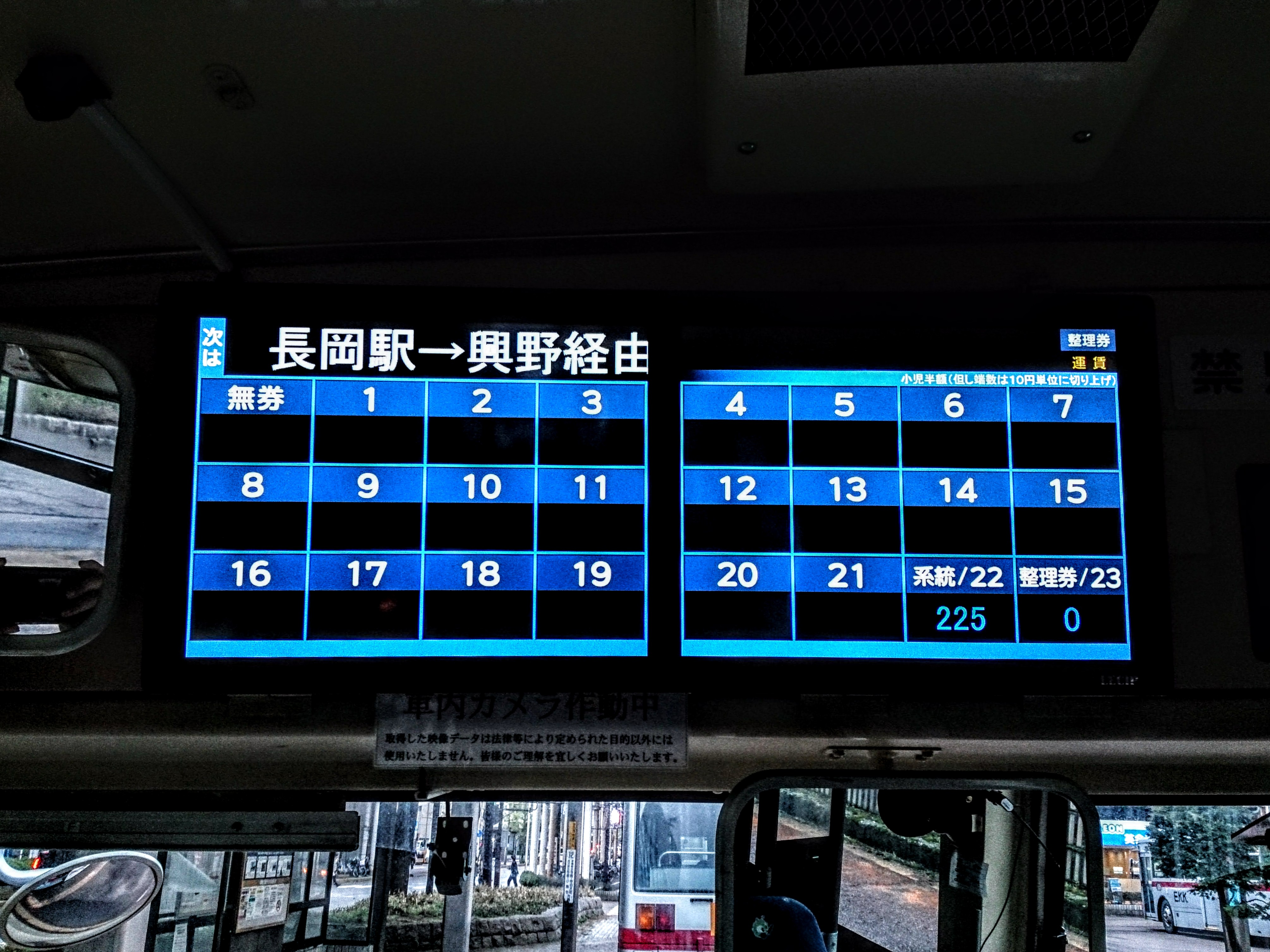
液晶式の運賃表（レシップ製）

### 車両

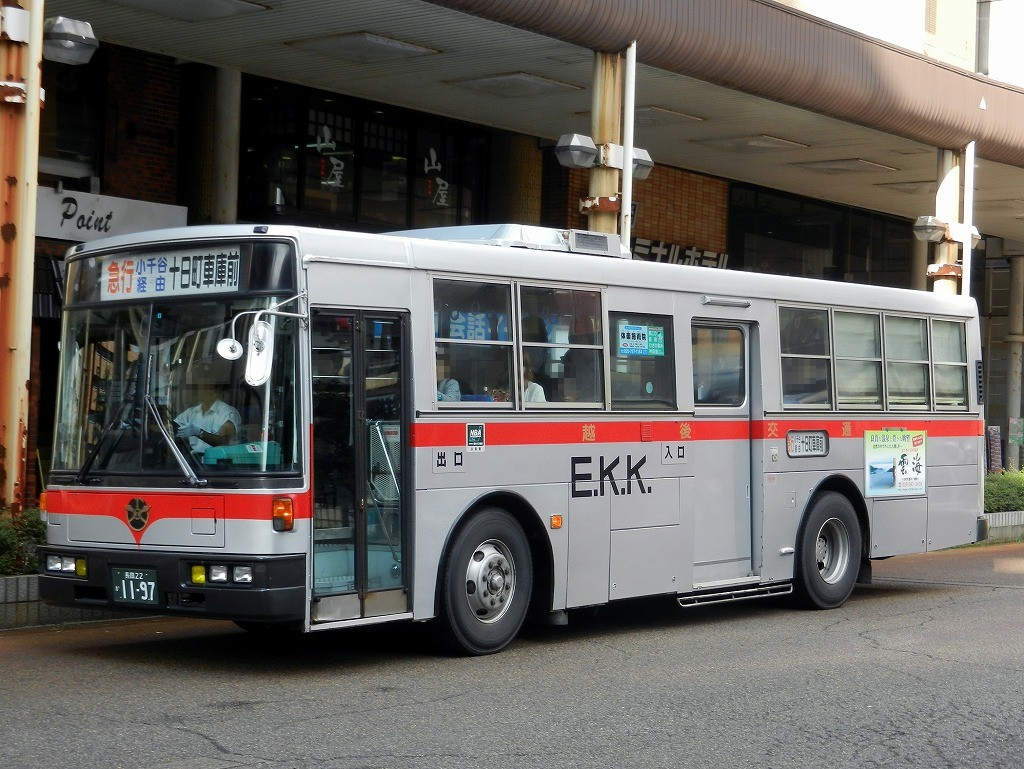
一般路線バス（ツーステップ）
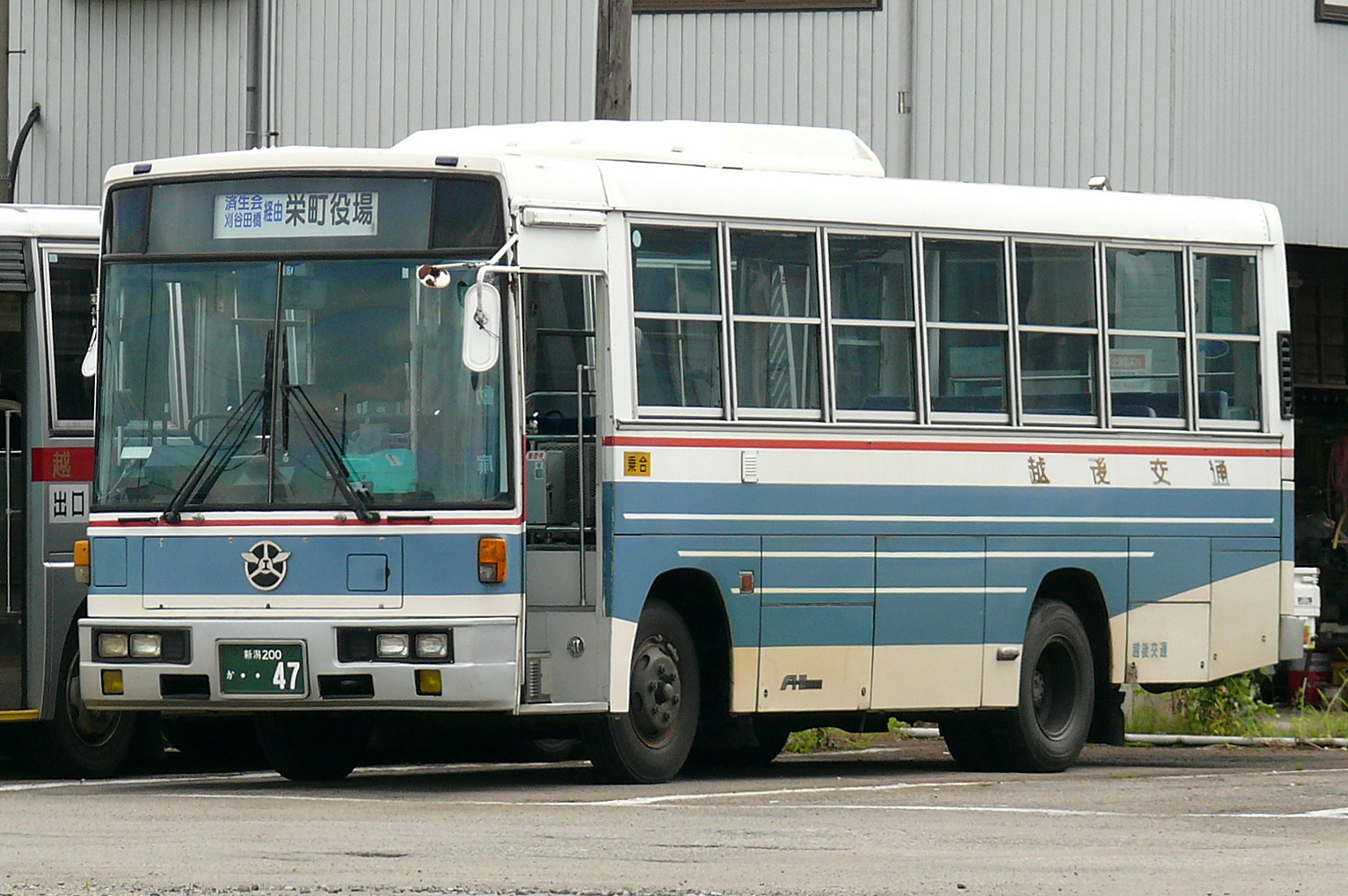
ハイライトカラー
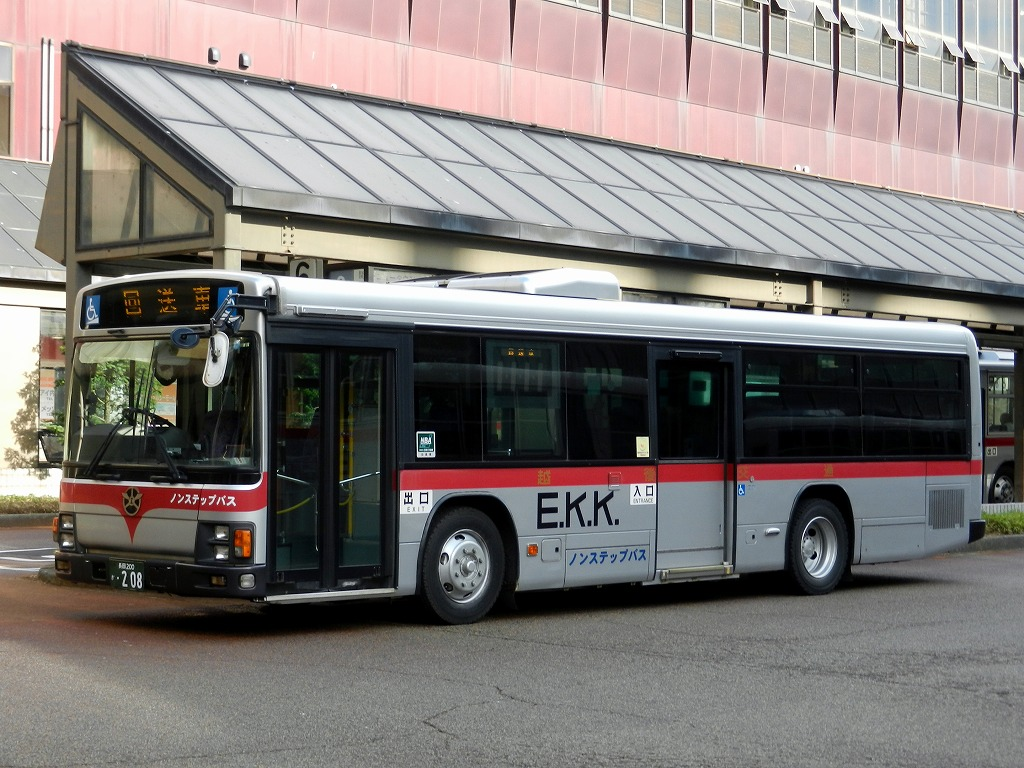
一般路線バス（ノンステップ）
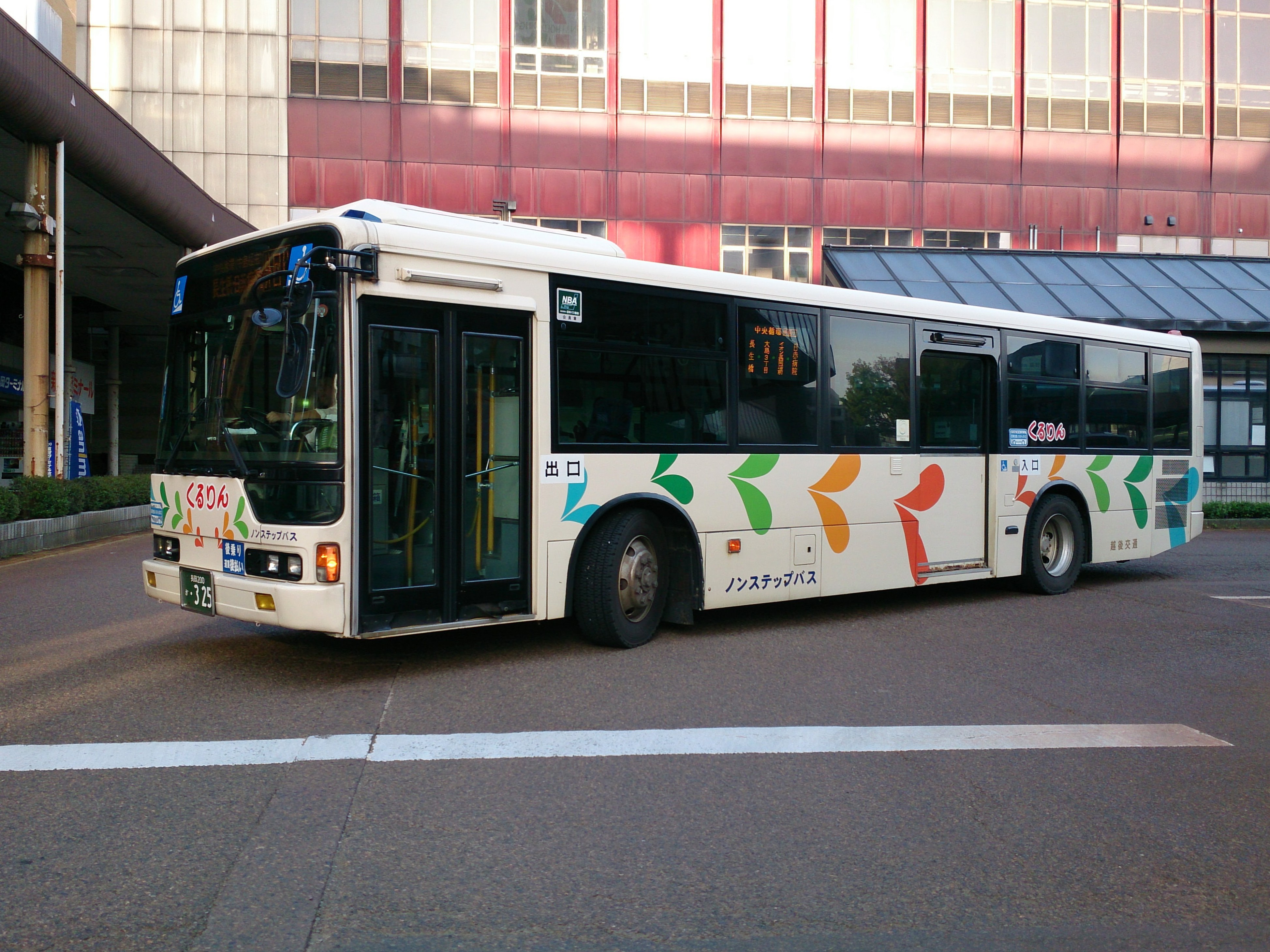
長岡市内中央循環バス「くるりん」
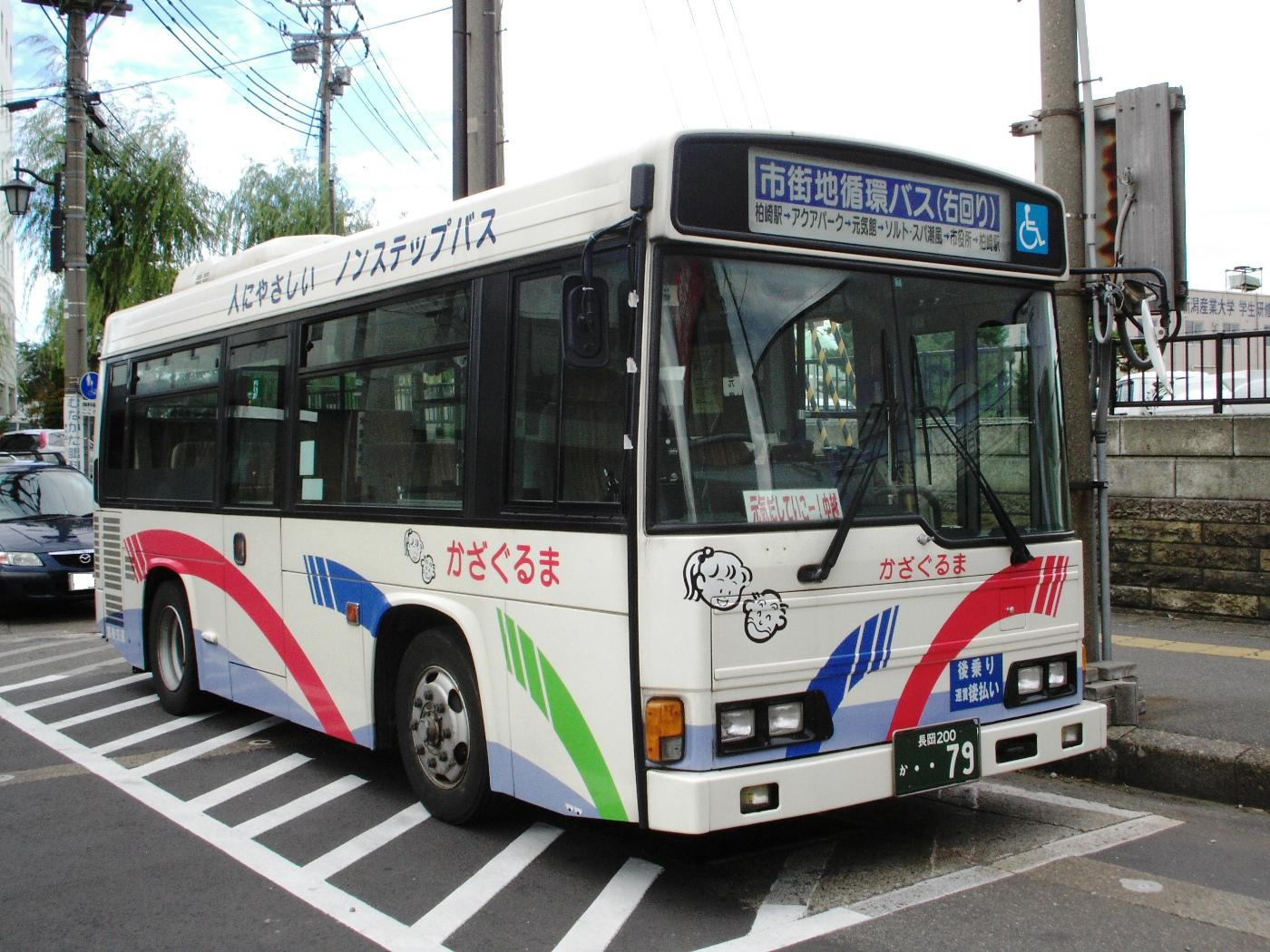
柏崎市内循環「かざぐるま」（初代）

## 高速バス
現在高速バスは県外線3路線、県内線（ときライナー）3路線を運行している。高速バスは一般路線車同様に県内線・県外線の全線でGPSによるバスロケーションシステム「にいがたバス-i」が導入されている。
各路線に括弧書きで示すのは、運行車両が所属しかつ運行業務を担当している営業所の名称。下段は共同運行を行うバス事業者である。

### 県外線
- 新潟 - 東京線（三条営業所）
新潟交通・西武バスと共同運行
- 上越 - 東京線（柏崎営業所）
頸城自動車・西武バスと共同運行

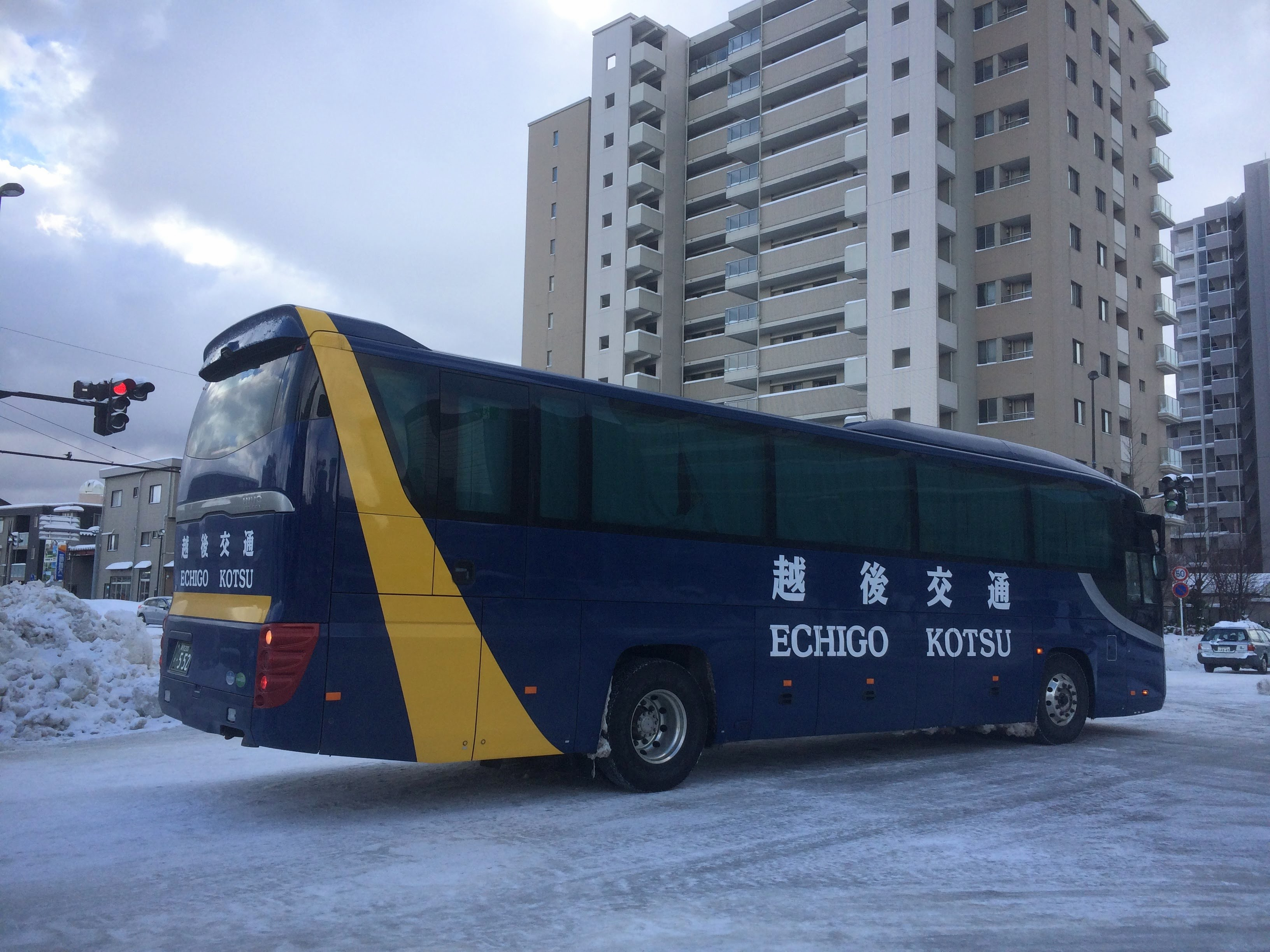
京都・大阪線で運用している独自カラーの夜行車両

- 長岡・柏崎 - 京都・大阪線（三条営業所）
南海バスと共同運行

### 県内線

ときライナー路線図

- 【ときライナー】Ｎ 長岡線（本社営業所）

新潟交通と共同運行。
- 【ときライナー】Ｊ 上越線（本社営業所）

新潟交通、頸城自動車と共同運行 新潟県上越市と同県新潟市中央区を結ぶ。
- 【ときライナー】Ｋ 柏崎線（柏崎営業所）

新潟県柏崎市と同県新潟市中央区を結ぶ。

### 移管・廃止路線
- 十日町市 - 新潟線（本社営業所）

2018年10月1日をもってアイケー・アライアンスに移管。

## 運行エリア

与板・分水・寺泊・出雲崎周辺エリア（やひこ号、スワロー号を除き当社運行）

柏崎エリア北部（にしやま号を除き当社運行）

柏崎エリア南部（高柳・鵜川地区の赤紫色の路線を除き当社運行）

2018年現在は新潟県中越地方の長岡市・十日町市・柏崎市・小千谷市・見附市・三条市で運行を行っている。
なお、中越地方南部の魚沼地域では南越後観光バスが運行を行っている。
- 主に長岡駅大手口を発着する路線で、長岡から各地（長岡 - 小千谷・長岡 - 柏崎など）を結ぶバスを「郊外線」、長岡市中心部のみを結ぶバスを「市内線」と呼んでいる。
- 【急行】と付いている路線でも近年のダイヤ改正で長岡市内を中心に元々は停車しなかった停留所にも新たに停車する路線が増えている。
- 【急行】長岡 - 十日町線と【急行・快速】長岡 - 柏崎線には高速バスで使われる車両が高速バスの間合い運用として使われることがある。柏崎線の場合は西山・刈羽経由の【急行】に使われることが多い。
- 【急行】の場合、バスの正面に逆台形の赤字で書かれた木製の急行プレートを付けていたこともあったが、現在は淘汰されている。

## 広報活動
- 長岡まつり大花火大会では毎年、『正三尺玉』へのスポンサーとなっている。

## グループ企業

### 地域子会社
- 南越後観光バス

かつては越後交通県央観光や北越後観光バスもあったが、前者は2008年7月1日をもって、後者は2017年に越後交通と合併し消滅している。

### その他
- 長鐵工業株式会社（建設業、砂利販売業）
- 越後交通工業株式会社(建設業)
- 越後交通整備株式会社（自動車整備）
- 越後ビルサービス株式会社（建物内清掃・ビルメンテナンス）
- 株式会社カンコー（広告業・タクシー・保険代理業）
- 株式会社越後交通鉄工所（鋼構造物製造業）
- ネッツトヨタ越後株式会社（トヨタ系自動車販売店）

## 出資比率のきわめて高い放送事業者
越後交通は、長岡鉄道時代の社主だった田中角栄が郵政族議員だった背景もあり、県内の民放各局に出資している。また会社組織を立ち上げる際には、役員の人選等にも影響を与えていた。
- 新潟放送（BSN・JNN系列局）
- NST新潟総合テレビ（NST・FNN系列局）
- 新潟テレビ21（UX・ANN系列局）
- また、テレビ新潟（TeNY・NNN系列局）にも一般株主ながら出資している模様。

## かつて行っていた事業

### 鉄道事業
- 越後交通長岡線
- 越後交通栃尾線

### 野球場
- 悠久山野球場 （※現：長岡市悠久山野球場とは異なる）